# Melanomys zunigae
Melanomys zunigae is een zoogdier uit de familie van de Cricetidae. De wetenschappelijke naam van de soort werd voor het eerst geldig gepubliceerd door Sanborn in 1949.

## Voorkomen
De soort komt voor in Peru.